# Leptozestis
Leptozestis is een geslacht van vlinders uit de familie prachtmotten (Cosmopterigidae).

## Soorten
- L. acrocyrta (Turner, 1923)
- L. acromianta (Turner, 1923)
- L. anagrapta (Meyrick, 1897)
- L. antithetis (Meyrick, 1897)
- L. argoscia (Lower, 1904)
- L. autochroa (Meyrick, 1915)
- L. capnopora (Meyrick, 1897)
- L. cataspoda (Meyrick, 1897)
- L. crassipalpis (Turner, 1923)
- L. crebra (Meyrick, 1906)
- L. cyclonia (Meyrick, 1897)
- L. charmosyna (Meyrick, 1921)
- L. chionomera (Lower, 1900)
- L. decalopha (Lower, 1904)
- L. ecstatica (Meyrick, 1897)
- L. epiphrixa (Meyrick, 1897)
- L. epochaea (Meyrick, 1917)
- L. eximia (Meyrick, 1897)
- L. fumea (Turner, 1923)
- L. gnophodes (Lower, 1904)
- L. harmosta (Meyrick, 1897)
- L. hestiopa (Meyrick, 1897)
- L. macrostola (Turner, 1923)
- L. melamydra (Lower, 1904)
- L. melanopa (Meyrick, 1897)
- L. ochlopa (Meyrick, 1897)

- L. oxyptera (Lower, 1900)
- L. parasica (Meyrick, 1897)
- L. perinephes (Lower, 1904)
- L. phylactis (Meyrick, 1897)
- L. polychroa (Lower, 1904)
- L. psarotricha (Meyrick, 1897)
- L. psoralea (Meyrick, 1897)
- L. pygaea (Turner, 1923)
- L. sedula (Meyrick, 1897)
- L. selenura (Meyrick, 1897)
- L. spodoptera (Turner, 1923)
- L. strophicodes (Meyrick, 1917)
- L. tephras (Meyrick, 1897)
- L. tephronota (Turner, 1923)
- L. toreutica (Meyrick, 1897)
- L. tropaea (Meyrick, 1897)
- L. valida (Meyrick, 1919)
- L. xenonympha (Lower, 1900)